# Якуничев, Алексей Сергеевич
Алексе́й Серге́евич Яку́ничев (27 января 1953, Ленинск-Кузнецкий — 11 апреля 2016, Вологда) — глава города Вологды с 1995 по 2008 год.

## Биография
Родился в семье шахтёра. Трудовую деятельность начинал на Воркутинском радиотелецентре в должности осветителя. После окончания физико-математического факультета Вологодского государственного педагогического института, получив специальность учителя физики, работал в местном профтехучилище, а затем в обкоме ВЛКСМ в должности заместителя заведующего отделом пропаганды и культурно-массовой работы. Был заместителем генерального директора в производственном объединении «Вологдахимлес».
В 1990 году стал заведующим отделом административных органов исполнительного комитета Вологодского горсовета (впоследствии — городской администрации). В 1995 году, после перехода на новое место работы прежнего главы города А. В. Курочкина, был назначен главой городской администрации. В 1996 году избран главой города. Переизбирался на этот пост в 1999 и в 2003 годах. С 2002 по 2007 год, продолжая исполнять функции городского главы, был депутатом областного Законодательного Собрания по Центральному округу Вологды. 5 июля 2008 года ушёл в отставку по собственному желанию.
В августе 2009 года был осуждён за преступления, предусмотренные частью 2 статьи 285 («Злоупотребление должностными полномочиями») и пунктом «Б» части 2 статьи 285.1 («Нецелевое расходование бюджетных средств в особо крупном размере») УК РФ. Решением суда Якуничеву было назначено наказание в виде четырёх лет условно (с испытательным сроком три года) и с трёхлетним запретом занимать руководящие должности.
Награждён орденом Почёта (1998 год) и несколькими памятными медалями. В декабре 2004 года защитил диссертацию на учёную степень кандидата экономических наук.
11 апреля 2016 года в Вологде скончался рано утром в результате обширного инфаркта.